# 天津艺术学院
天津艺术学院，前身是1970年成立的天津五·七艺术学校，1973年更名为天津艺术学院。1970年9月，天津市革命委员会文教组强行解散天津音乐学院和河北艺术师范学院，另组建天津五·七艺术学校。 1973年2月，改名为天津艺术学院，美术专业迁回河北区天纬路原河北艺术师范学院旧址。李麦任院长兼党委书记。1980年2月，天津艺术学院撤销，恢复重建天津美术学院和天津音乐学院。